# Assassin's Creed Syndicate
Assassin's Creed Syndicate är ett actionäventyrsspel utvecklat av Ubisoft Quebec och utgivet av Ubisoft den 23 oktober 2015 till Playstation 4 och Xbox One och den 19 november 2015 till Microsoft Windows. Det är den nionde stora titeln inom Assassin's Creed-serien, och uppföljaren till Assassin's Creed Unity från 2014.
Spelet utspelar sig i London år 1868, i ett Storbritannien präglat av industriella revolutionen, och som följer berättelsen om tvillingarna Jacob och Evie Frye när de försöker bekämpa den organiserade brottsligheten under den viktorianska eran och kampen mot den etablerade ordningen, som kontrolleras av Tempelriddarna. Spelet behåller spelseriens kärnmekanik samt inför nya sätt att navigera spelvärlden på och förbättrad stids- och smygmekanik.